# ساموئل فارمانیان
ساموئل ژورایی فارمانیان (ارمنی: Սամվել Ժորայի Ֆարմանյան؛ زادهٔ ۱۷ فوریهٔ ۱۹۷۸) سیاستمدار اهل ارمنستان است که از تاریخ ۲۰۱۲ تا تاریخ ۲۰۱۸ سمت نمایندگی دوره‌های پنجم و ششم مجلس ملی جمهوری ارمنستان را برعهده داشت.

## زندگی‌نامه
در ۱۷ فوریه ۱۹۷۸ در اسپانداریان به دنیا آمد و از دانشگاه دولتی ایروان و دانشگاه لوند فارغ‌التحصیل شد. وی همچنین برنده مدال قدردانی شده است.